# Sri Lankas historia

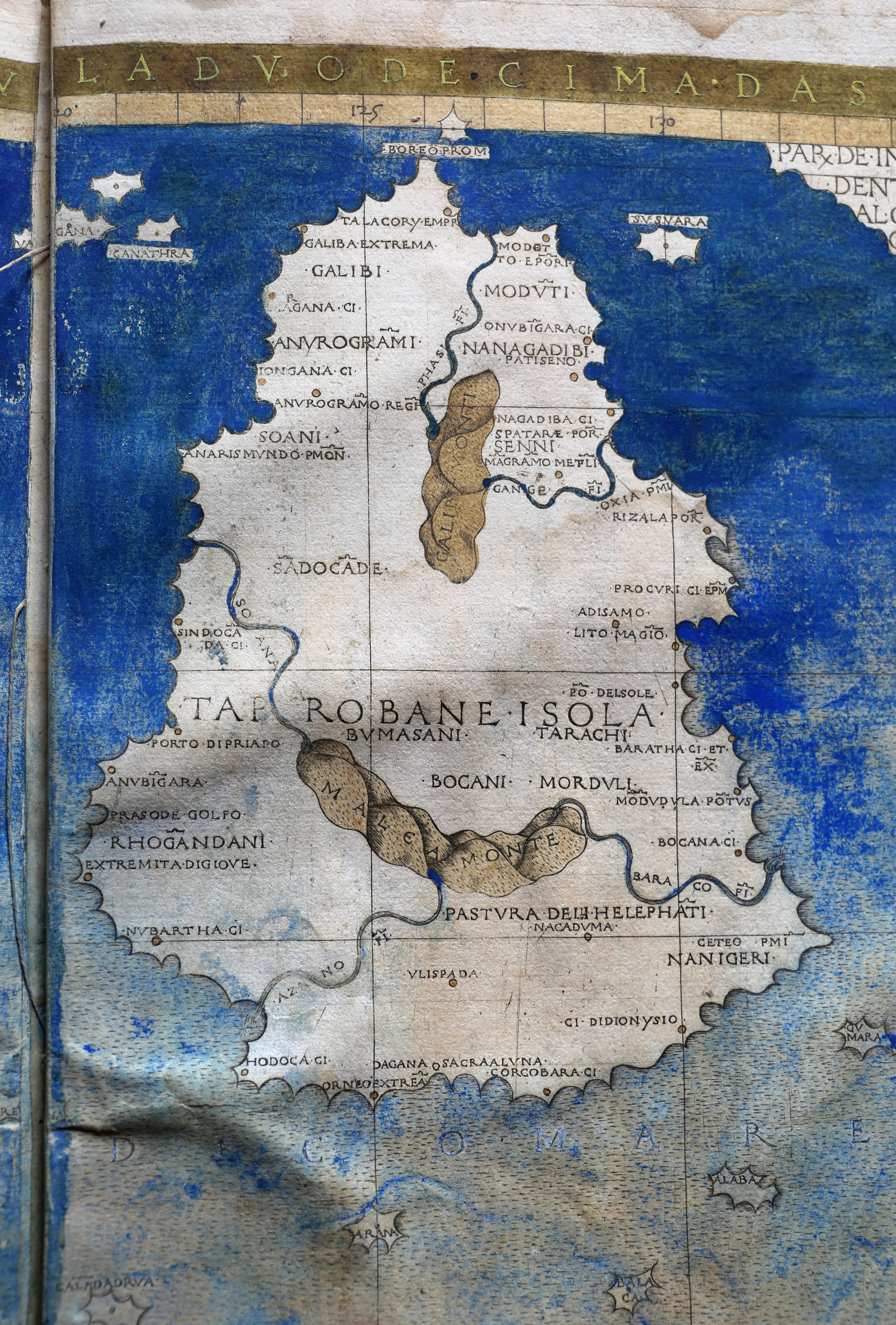
Karta från 1482

Sri Lankas historia sträcker sig långt bak i tiden från den förhistorisk neolitiska Balangodamänniskan omkring 100 000 år sedan, till den protohistoriska perioden som skildras i den första skrivna källorna från 300-talet f. Kr. Ön har befolkats i omgångar ifrån Indien och ca 250 f. Kr. kom buddhismen, som haft och har en stark inverkan på kulturen, till ön. 
Från 1500-talet anlände europeiska kolonisatörer i omgångar. Portugiserna anlände 1505 och tog kontroll över kanelhandeln som arabiska köpmän kontrollerat. 1658 tog Nederländerna kontroll över besittningarna på Sri Lanka samtidigt som de ökade kanelodlingarna och kryddexporten från ön. Britterna ockuperade 1795–96 besittningarna och 1802 gjordes dessa till kronkoloni.  Först 1815-1818 hade britterna fått kontroll över hela Sri Lanka med dess innersta delar och den singalesiska huvudstaden Kandy. Efter andra världskriget krävde nationalisterna på Sri Lanka oavhängighet, och 1948 blev Sri Lanka självständigt.

## Förhistoria
Ön Sri Lanka utgör en geologisk förlängning av subkontinenten Indien. Sri Lanka tros ha haft landförbindelse med Indien som kan ha blivit offer för stigande vatten runt år 5000 f. Kr.. Arkeologiska fynd antyder att ön blev befolkad tidigt av människor, jägare och samlare med ganska grova stenverktyg, för 75 000 till 125 000 år sedan. Genom kategorisering av stenverktyg har tre distinkta perioder kunnat identifieras den paleolitiska, den mesolitiska och den neolitiska. Balangodamänniskan (Homo sapiens balangodensis) har fått sitt namn efter området Balangonda där fyndplatsen Batadombalena-grottan ligger.  I Fa Hien-grottan har mellan 33 000 år och 4750 år gamla fynd hittats. Det tidigaste fynden i Fa Hine-grottan tillhör den sena paleolitiska perioden (samtida med Cro Magnon-människan) och de yngsta tillhör den neolitiska perioden. Skelettfynden visar på ett gravskick med en sekundär begravning efter det att kroppen utsatts för elementen och när endast skeletten återstått.  Fynden utgör de äldsta säkert daterade fynden av anatomiskt moderna människor i södra Asien.
Vilka folk som först kom till ön är omdebatterat, och det kan vara så att invandrings skedde i flera vågor. Folkgruppen vedda utgör en rest av ett av Sri Lankas tidiga folk. Stenåldersfynd på Sri Lanka har anmärkningsvärda likheter med fynden på det indiska fastlandet.  Under tidig järnålder började en bosättning vid Anuradhapura på norra Sri Lanka växa till, och under tiden 700 till 500 f.Kr. omfattade Anuradhapura ett område på 5 000 km2  och finns det skäl att tro att det vid den tiden var Sri Lankas främsta bosättning.

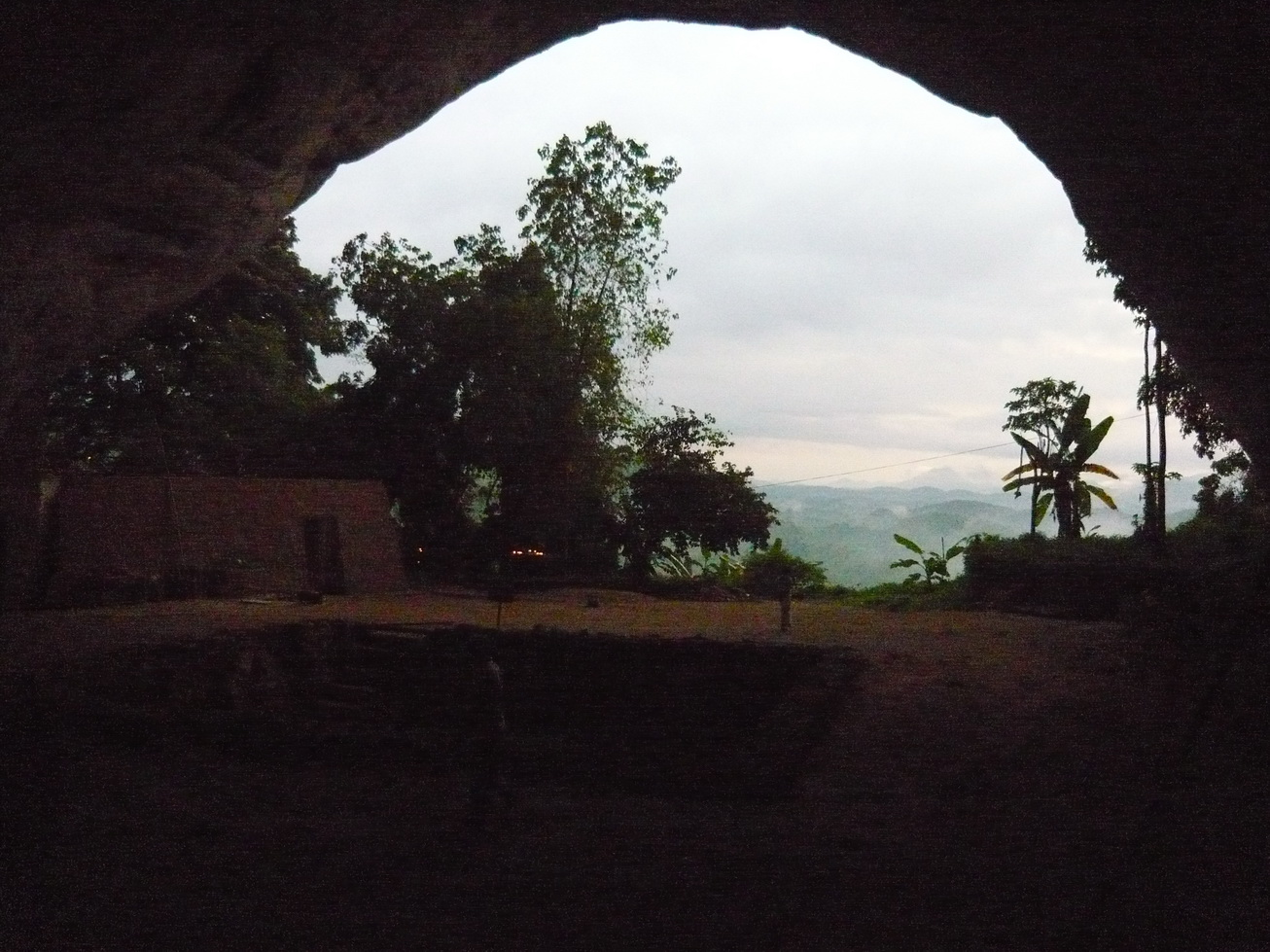
Fa Hien-grottans mynning
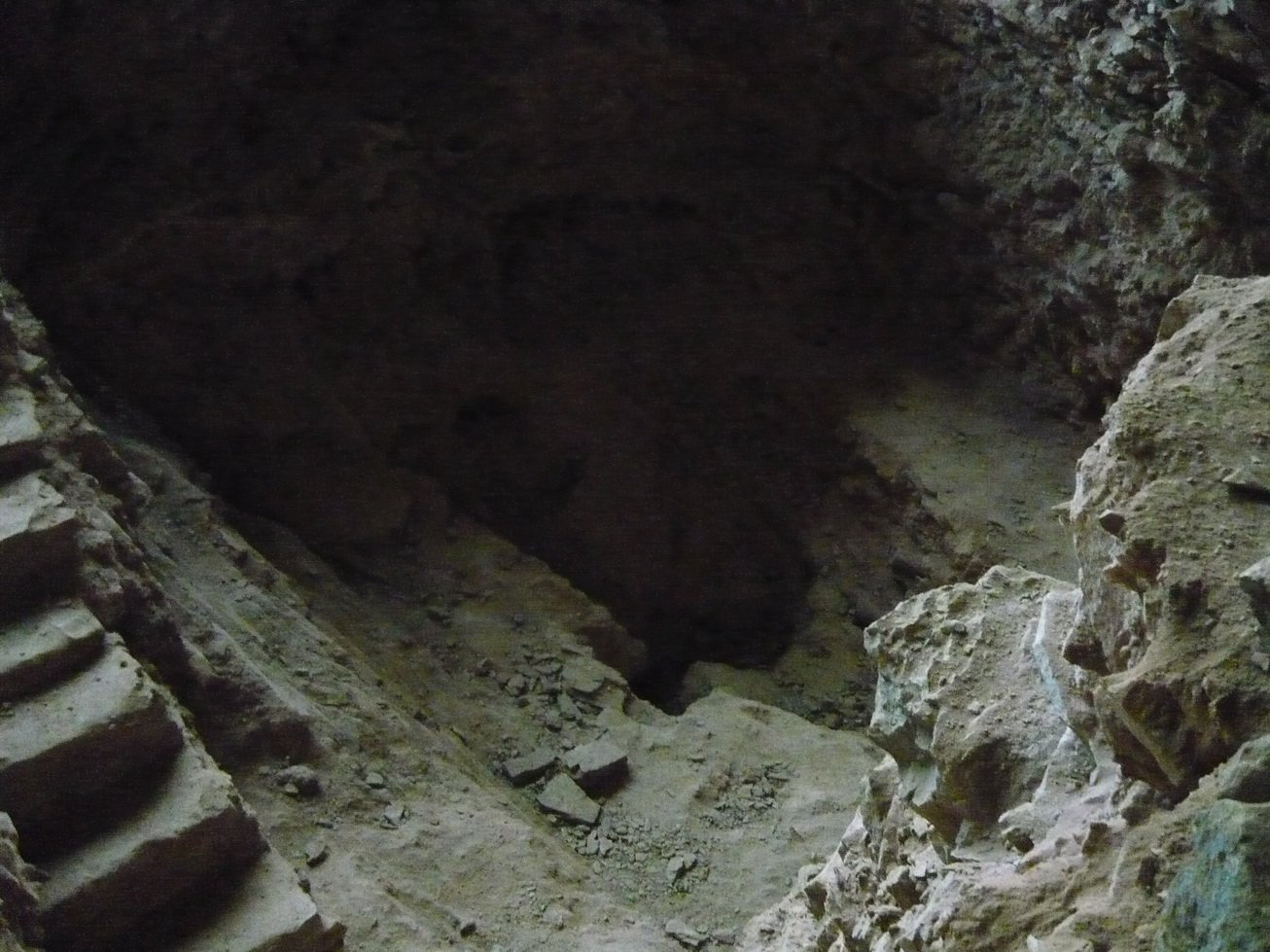
I Fa Hien-grottan

Under perioden 500-talet till 300-talet f.Kr. invandrade indoarier som talade en tidig form av singalesiska i samband med buddhistisk missionsverksamhet.

## Den förkoloniala perioden
Enligt krönikan Mahavamsa  grundade Pandukabhaya kungadömet Anuradhapura på 300-talet. Under 200-talet  f.Kr. hade Anuradhapura vuxit till och buddhismen antogs av stadens härskare sedan den indiska kejsaren Ashoka skickat missionärer ca 250 f.Kr. En mission som enligt singalesisk tradition leddes av Mahendra, som beskrivs som Ashokas son. Den singalesiska kungen Devanampiya Tissa anammade buddhismen och skänkte mark, främst i  Anuradhapura, samt lät uppföra kloster för munkar som nunnor. Bland annat grundade han klostret Mahavihara, som blev det religiösa centret för theravadabuddismen.  Manhendras syster Sanghamitta förde med sig ett bodhiträd som sägs vara en avläggare av det träd under vilket Buddha nådde upplysning. Med detta blev buddhismen etablerad på Sri Lanka och med tiden den främsta. Andra religioner som jainism och hinduism fanns dock parallellt. Under 100-talet e.Kr. började anlades avancerade bevattningssystem anläggas runt staden som möjliggjorde ett intensivt jordbruk i omgivningarna.
Från 700-talet kom arabiska köpmän, som kontrollerade kryddhandeln.
Anuradhapura var ett starkt kulturellt och religiöst centrum fram till 993 e. Kr. då staden övergavs efter det att Cholariket invaderat kungadömet och även anslutit Rajarata, den norra och centrala delen av Sri Lanka. 1017 lade Cholariket lag under sig även den södra provinsen, Ruhuna.
Cholariket ockuperade Sri Lanka fram till 1070 då den singalesiska styre återupprättades av Vijayabahu som flyttade huvudstaden österut till det mer lättförsvarade Polonnaruwa. Under det senare 1100-talet enades Sri Lanka under en blomstringsperiod. Men de följande fyra hundra åren innebar en nedgångsperiod med inbördeskrig och bevattningsanläggningar som förföll och övergavs 
Mellan 200-talet f.Kr. och ca 1200 e.Kr bosatte sig tamiltalande folkgrupper på norra Sri Lanka. Ett tamilskt kungarike runt Jaffna hade sin storhetstid på 1300-talet och i början av 1400-talet.  Singaleserna flyttade till de sydvästra delarna av Sri Lanka. I mellersta Sri Lanka bildades ett kungarike kring Kandy under 1480-talet, det sista singalesiska kungadömet, som bestod i mer än 300 år och var centrum för buddhismen.

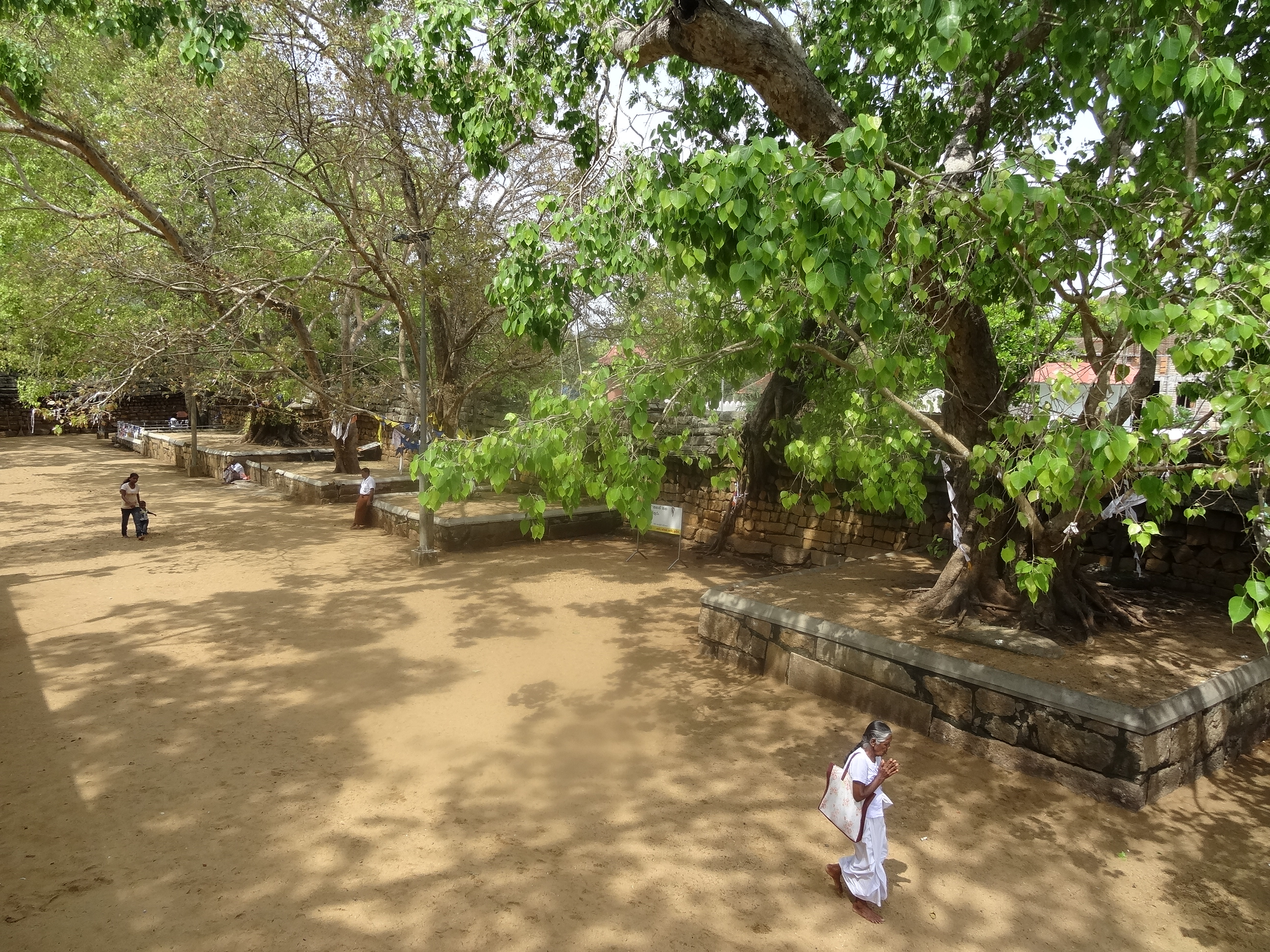
Boditräd i Anuradhapura
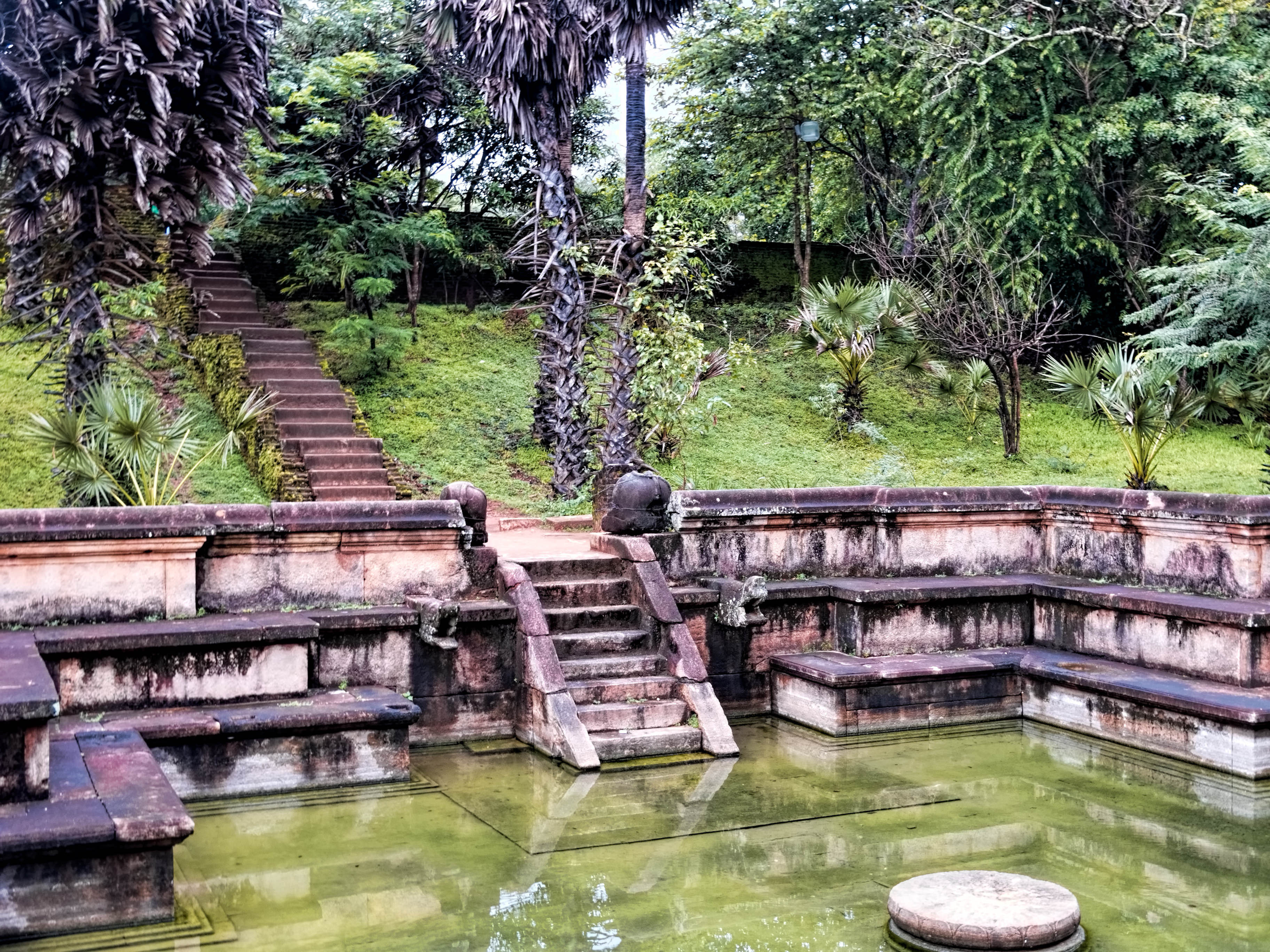
Bassäng i Polonnaruwa
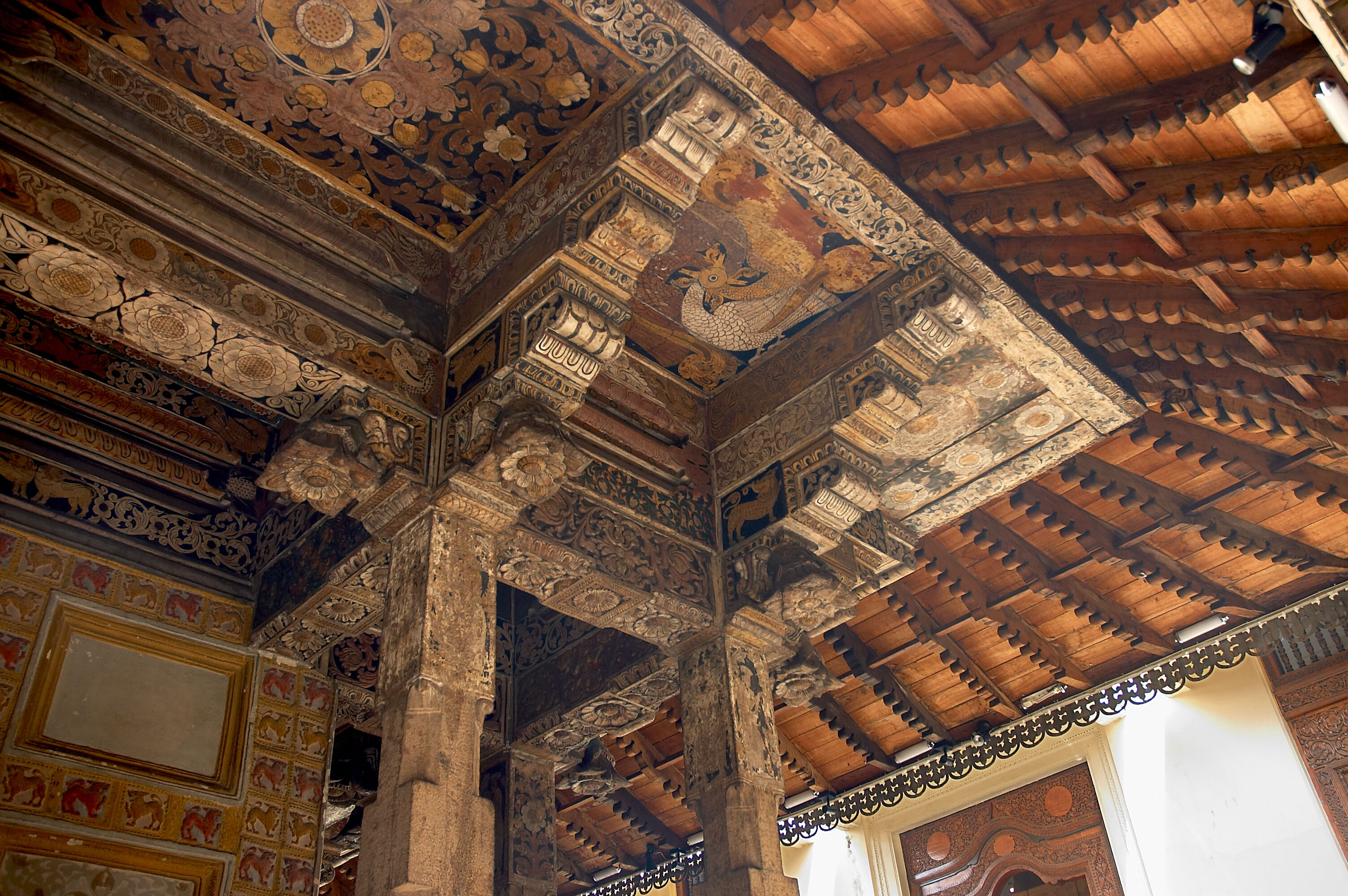
Tandtemplet i Kandy

### Krönikor, epos och legender
Dipavamsa (’Öns historia’) är Sri Lankas äldsta krönika. Krönikan omfattar 22 kapitel och skildrar buddhan Shakyamunis tre besök på ön, kung Ashokas missionsverksamhet och tre buddhistiska koncilier fram till kung Mahasena i början av 300-talet e.Kr. Den tros ha nedtecknats under 300-talets andra hälft. Vissa verser är oklara, andra har karaktär av minnesverser. 
Mahavamsa (’den stora historiekrönikan’) är lankesisk historiekrönika som sannolikt nedtecknades på 400-talet e.Kr.. Den bearbetades senare för att täcka utvecklingen fram till britternas ankomst 1815.
Enligt den hinduistiska traditionen invaderade Rama, hjälten i eposet Ramayana Sri Lanka med hjälp av Admamsbron som han anlagt för att kunna rädda sin  fru Sita som var bortrövad till Sri Lanka. Enligt en islamisk legend gick Adam över bron till Adam’s Peak

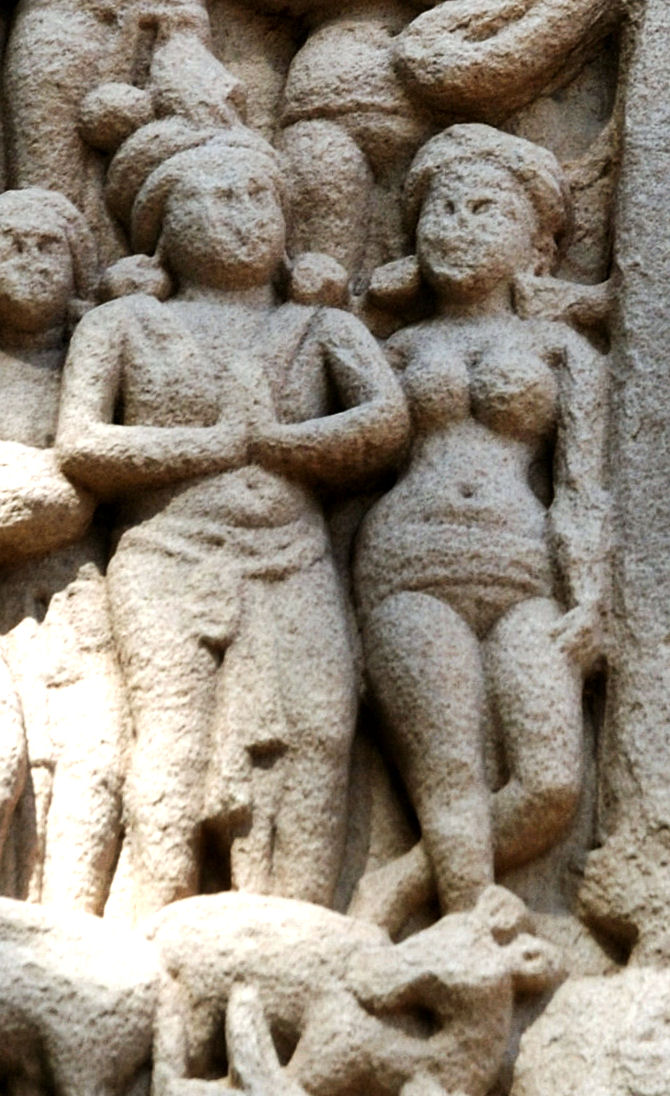
Kung Ashoka med drottning
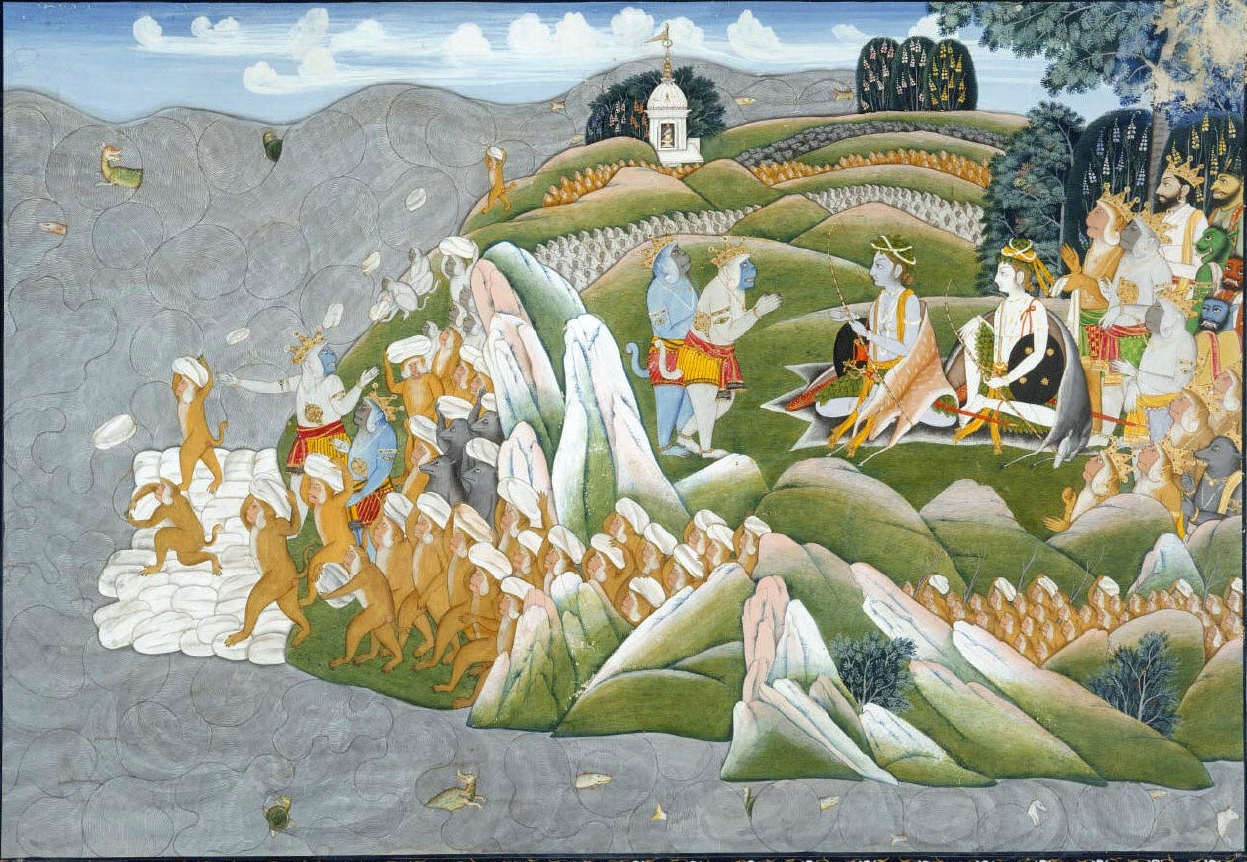
Hinduistiskt brobygge till Sri Lanka
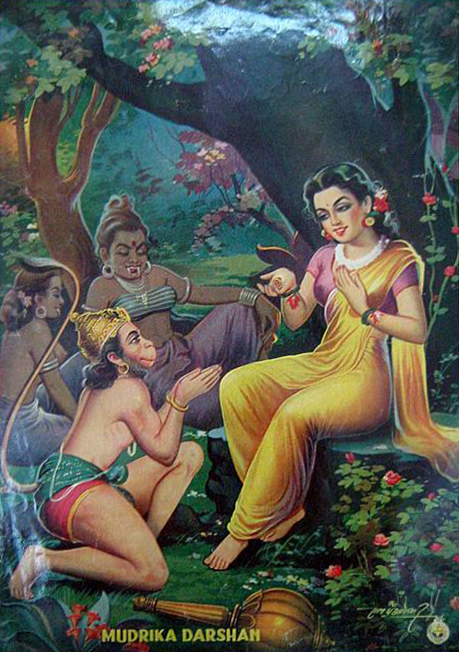
Hanuman finner Sita

## Den koloniala perioden
Portugiserna, ledda av Lourenço de Almeida, landsteg i Colombo  1505 och togs väl emot av kungen av Kotte, Vira Parakrama Bahu. Portugiserna återvände och fick 1518 bygga ett fort i Colombo och ägna sig åt handel. 1521 dödades kungen av sina tre söner som sedan delade upp Sri Lanka i tre riken. Bröderna började strida sinsemellan. Den äldste brodern,  Bhuvanaika Bahu, som  hade sitt säte i Kotte, allierade sig med portugiserna. Brodern Mayadunne, kung av Sitawake, allierade sig med Calcutta i Indien. Kungariket Kotte blev allt mer beroende av militär hjälp från portugiserna som 1543 fick ansvar för rikets försvar som i utbyte fick privilegier och inkomster från Sri Lankas kanelhandel. Dharmapala blev riket Kottes sista kung, vid hans död 1597 tog portugiserna formellt över kontrollen över riket. 1619 annekterade portugiserna det tamilska Jaffnariket och i och med detta hade det kontroll över Sri Lankas kust. Den portugisiska tiden kännetecknas intensiv katolsk missionärsverksamhet. Portugiserna försökte ta kontrollen över det singalesiska kungariket Kandy i bergen på central Sri Lanka 1594. Vimala Dharma Surya drog fördel av antiportugisiska stämningar och lyckades tillskansa sig kungamakten i Kandy. Kungen av Kandy allierade sig med Nederländerna i kampen mot portugiserna. Nederländarna utlovades stora handelsprivilegier i utbyte mot skydd mot portugiserna i ett avtal 1638. Nederländerna vann mark, men en ett krigsstillestånd i Europa fick avancemanget att avstanna temporärt. 1645 bröt istället ut mellan Kandy och Nederländerna, ett krig som fick sitt slut 1649. 1656 fördrev Nederländerna portugiserna från Colombo och något senare resten av Sri Lanka . Samtidigt stängdes kungen av Kandy ute från Colombo och hänvisades till kungadömet i bergen. Nederländerna delade in Sri Lanka i tre administrativa områden: Colombo, Galle och Jaffna. De anlade kanelodlingar och ökade exporten av kryddor. 
1795-96 ockuperade britterna området och 1802 gjordes området till en kronkoloni. Britterna erövrade Sri Lankas centrala områden inklusive den singalesiska huvudstaden Kandy 1815-18 och hade därmed kontrollen över hela ön. Britterna anlade stora kaffeodlingar och stora skogsområden skövlades. Kaffeplantorna angreps av rostsvamp, och det gjorde att te istället blev den huvudsakliga grödan. Exportvarorna te och gummi odlades på bekostnad av ris. Banker, handel och sjöfart kontrollerades av britterna som också införde ett domstolsväsende, byggde vägar och skolor. Industrivaror konkurrerade delvis ut hantverket på ön. I norr utnyttjade många lankesiska tamiler möjligheterna till utbildning och arbeten hos britterna, medan arbetarna på teplanteringarna i huvudsak utgjordes av sydindier (indiska tamiler).
En nationalistisk rörelse växte fram och 1919 grundades Ceylon National Congress vars ledare tillhörde den engelskspråkiga eliten. 1932 hölls allmänna val, och 1948 blev Sri Lanka självständigt, men blev kvar i Brittiska samväldet.

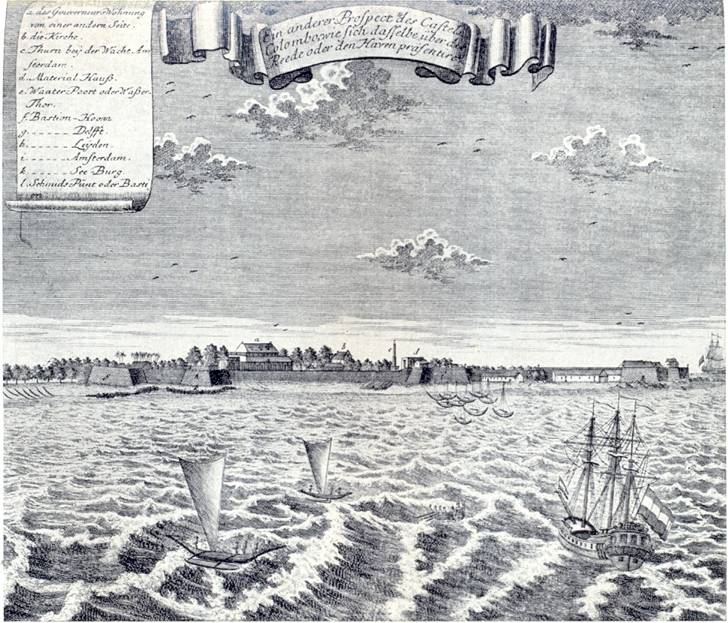
Colombo 1744
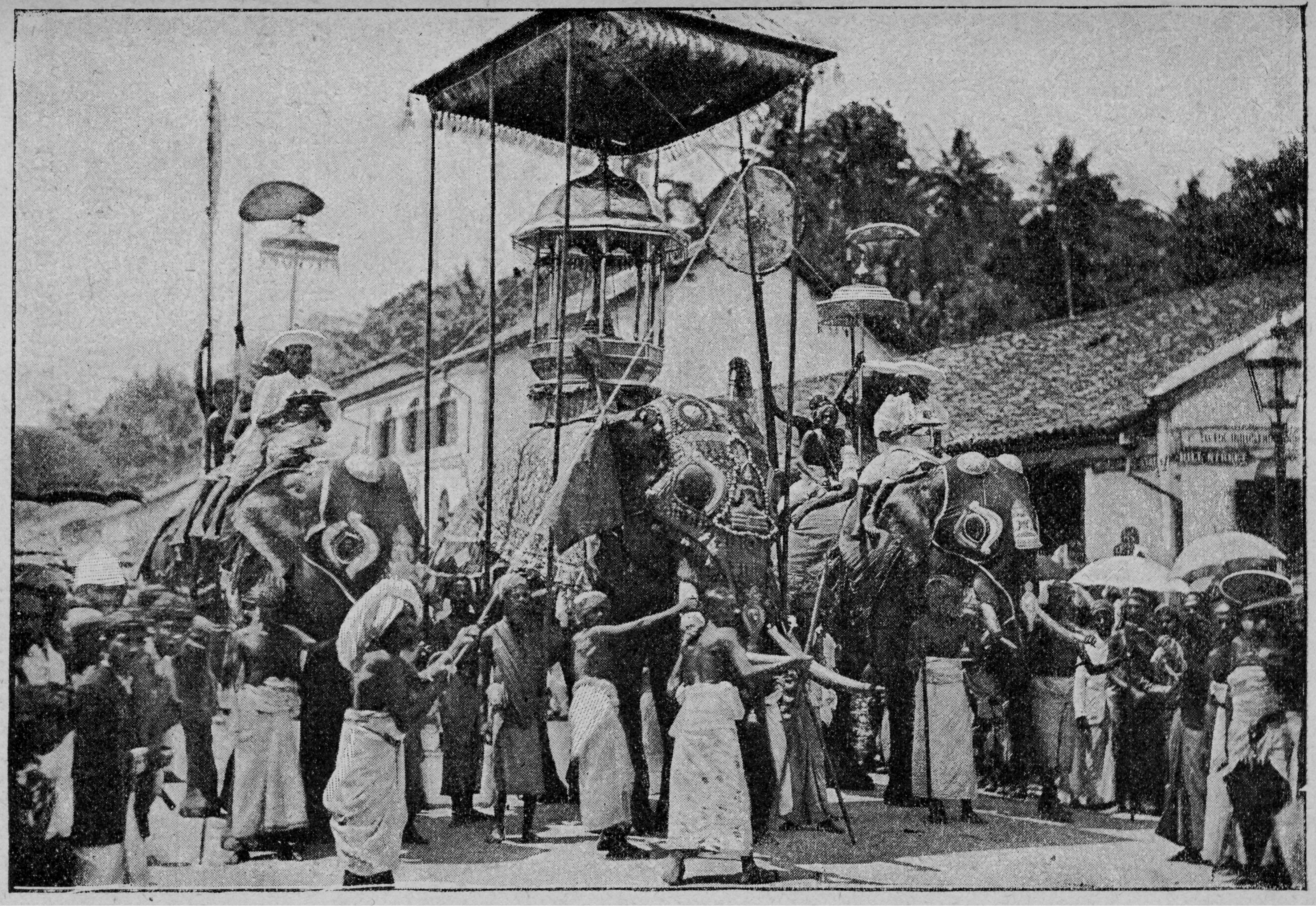
Religiös procession i Kandy
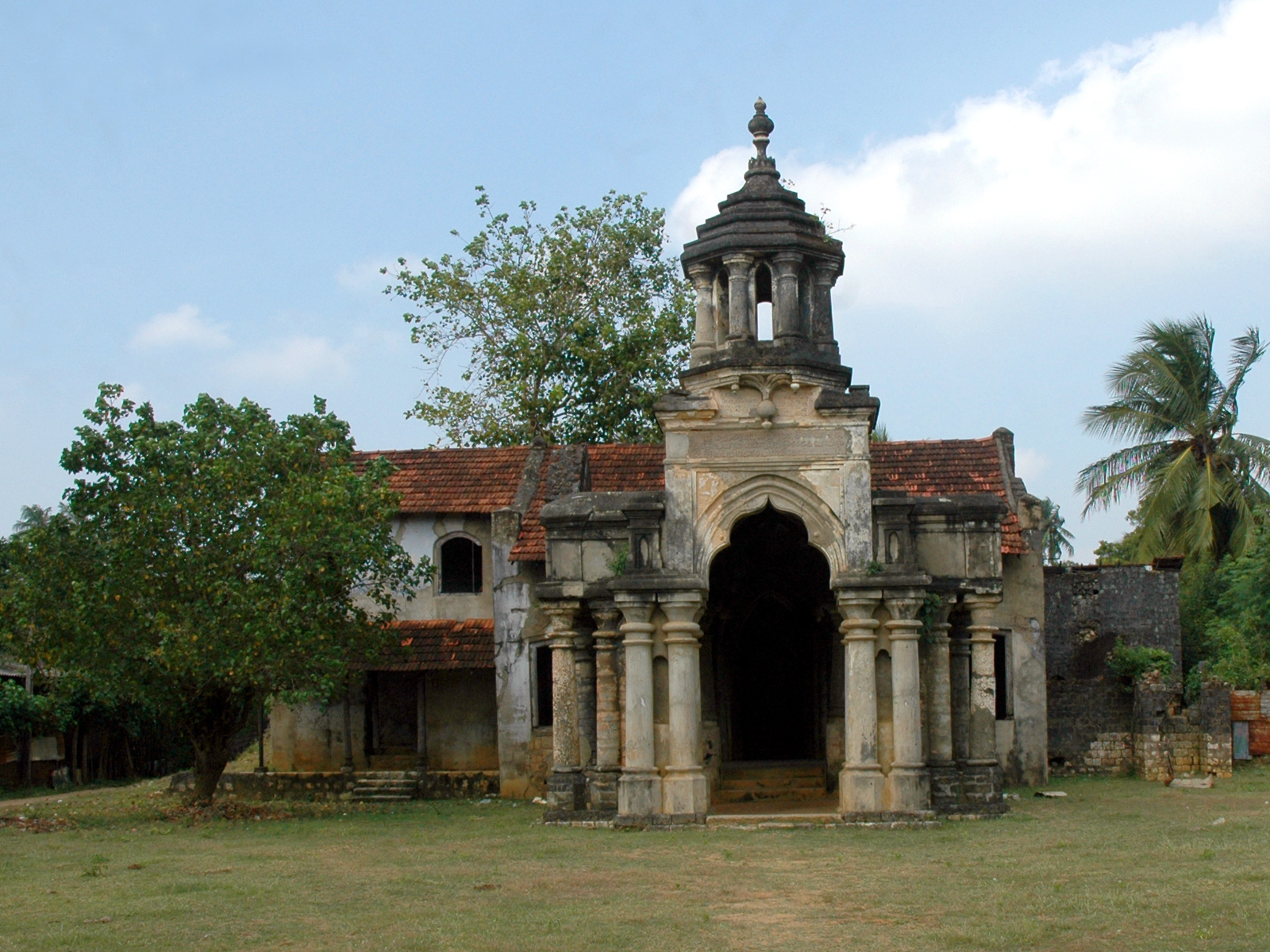
Palats i Jaffna
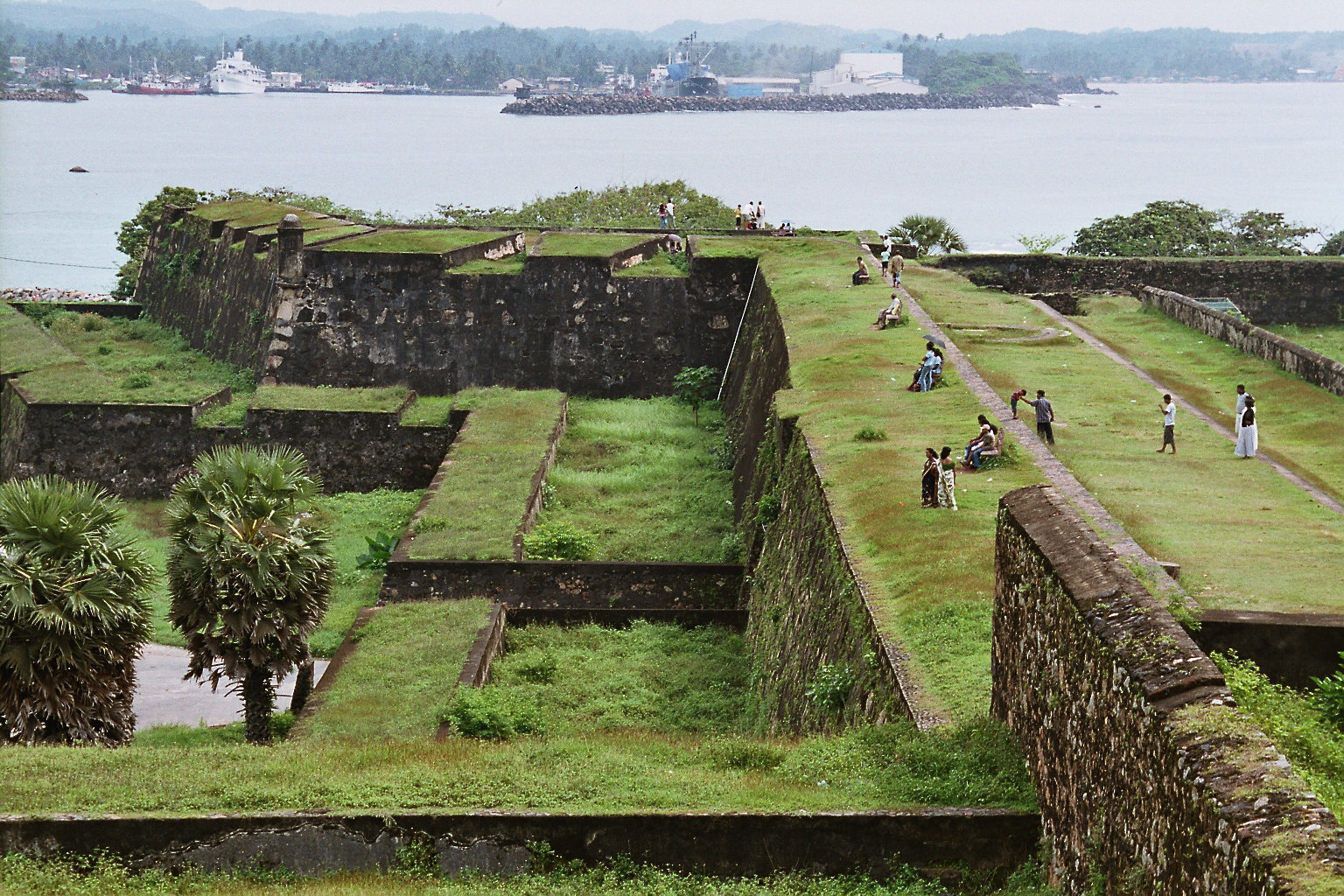
Fortet i Galle

## Självständighet
Under det årtiondet efter självständigheten 1948 etablerades ett livskraftigt tvåpartisystem med det konservativa United National Party (UNP) och det vänsterorienterade Sri Lanka Freedom Party (SLFP). Rättsväsendet var oberoende och respekterat och armén hölls sig borta ifrån politiken. Partiernas maktkamp hade dock utnyttjat etniska motsättningar mellan singalesiska buddhister och tamilska hinduer. Den brittiska administrationen hade dominerats av tamiler, men efter självständigheten blev tamilerna (i norr och öster) alltmer utestängda från makten. 1956 blev singalesiskan det officiella språket och buddhism och singalesiska vann fördelar i grundlagen från 1972. Allt till nackdel för tamilerna. Tamilerna fick under 1970-talet lägre kvoter för högre studier. Detta väckte krav från tamilerna på en egen tamilstat. Tamilska nationalistiska partier bildade och en väpnad grupp tog 1976 namnet Liberation Tigers of Tamil Eelam (LTTE) - de Tamilska tigrarna. Efter sporadiska sammanstötningar utbröt inbördeskrig 1983 efter det att LTTE attackerat en militärpatrull och där armén svarat med våldsam förföljelse av den tamilska befolkningen. Indien medlade fram ett fredsavtal 1987, men gerillan tog till vapen mot den indiska styrka som sänts till ön för att övervaka att LTTE avväpnades. 1990 lämnade den indiska styrkan Sri Lanka.
Under slutet av 1960-talet bildades den vänsterextremistiska studentrörelsen Folkets befrielsefront (JVP). De försökte 1971 göra revolution och upproret slog brutalt ner av armén med minst 15 000 dödsoffer. Under 1980-talet utvecklades rörelsen singalesisk-nationalistisk riktning och tog till våld i protest mot upplevda eftergifte gentemot LTTE. Under slutet av 1980-talet dödades tiotusentals människor i konflikten. Under slutet av 1990-talet vann JVP framgångar i allmänna val på grund av en allt svårare situation för landets fattiga.
1994 vann SLFP efter 17 års UNP-styre. Chandrika Kumaratunga blev president med löften om fred med tamilerna. Trots detta ökade kriget i styrka med ett skyttegravskrig fram till 2002 där armén sakta tog kontroll över de tamilska områdena och gerillan genomförde politiska mord och självmordsattentat. Norska medling resulterade i vapenvila 2002 och fredsförhandlingar inleddes. Men efter ett halvår avbröt geillan förhandlingarna och regeringen avslutade fredsprocessen. I december 2004 drabbades Sri Lanka av flodvågskatastrofen och 30 000 lankeser omkom. Bristfälliga satsningar på återuppbyggnad spädde på den tamilska bitterheten. Med Mahinda Rajapaksa som president från november 2005 hårdnade den politiska tonen och våldet ökade. Från senare delen av 2006 blossade kriget upp på nytt och hundratusentals tamiler drevs på flykt. Från 2008 fick armén ett tydligt övertag och mars 2009 hade alla tamilska fästen erövrats och gerillan omringats. Den 19 maj 2009 dödades LTTE-ledaren Veluppilai Veluppilai Prabhakaran och regeringen förklarade kriget avslutat. Segern gjorde Rajapaksa populär bland stora delar av befolkningen. Efter en valseger 2010 fick hans parti, Förenade folkets frihetsallians (UPFA), egen majoritet i parlamentet.  Hans alltmer auktoritära styre ledde dock till att han förlorade i det presidentval som hölls i januari 2015. I dag styrs landet av president Maithripala Sirisena från UNP. 
Hundratals människor dödades och skadades då flera självmordsbombare slog till mot kyrkor och hotell i huvudstaden Colombo med omgivning på påskdagen i april 2019 (Bombningarna i Sri Lanka under påsken 2019).  Attentaten chockade lankeserna som levt i relativt lugn sedan det blodiga och brutala inbördeskriget 1983-2009.
Den före detta försvarsministern Gotabhaya Rajapaksa från partiet SLPP segrade i presidentvalet i november 2019 efter en valrörelse som han ägnade helt åt säkerhetsfrågor. Rajapaksa är en kontroversiell person, i synnerhet i väst, eftersom han anklagats för såväl krigsförbrytelser som förskingring. Efter valsegern utsåg president Rajapaksa sin bror, expresident Mahinda Rajapaksa, till premiärminister för en övergångsregering. Brödernas tandemstyre befästes när SLPP vann en stor seger i parlamentsvalet i augusti 2020.

## Se även

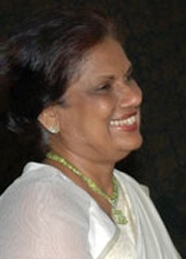
President Chandrika Kumaratunga
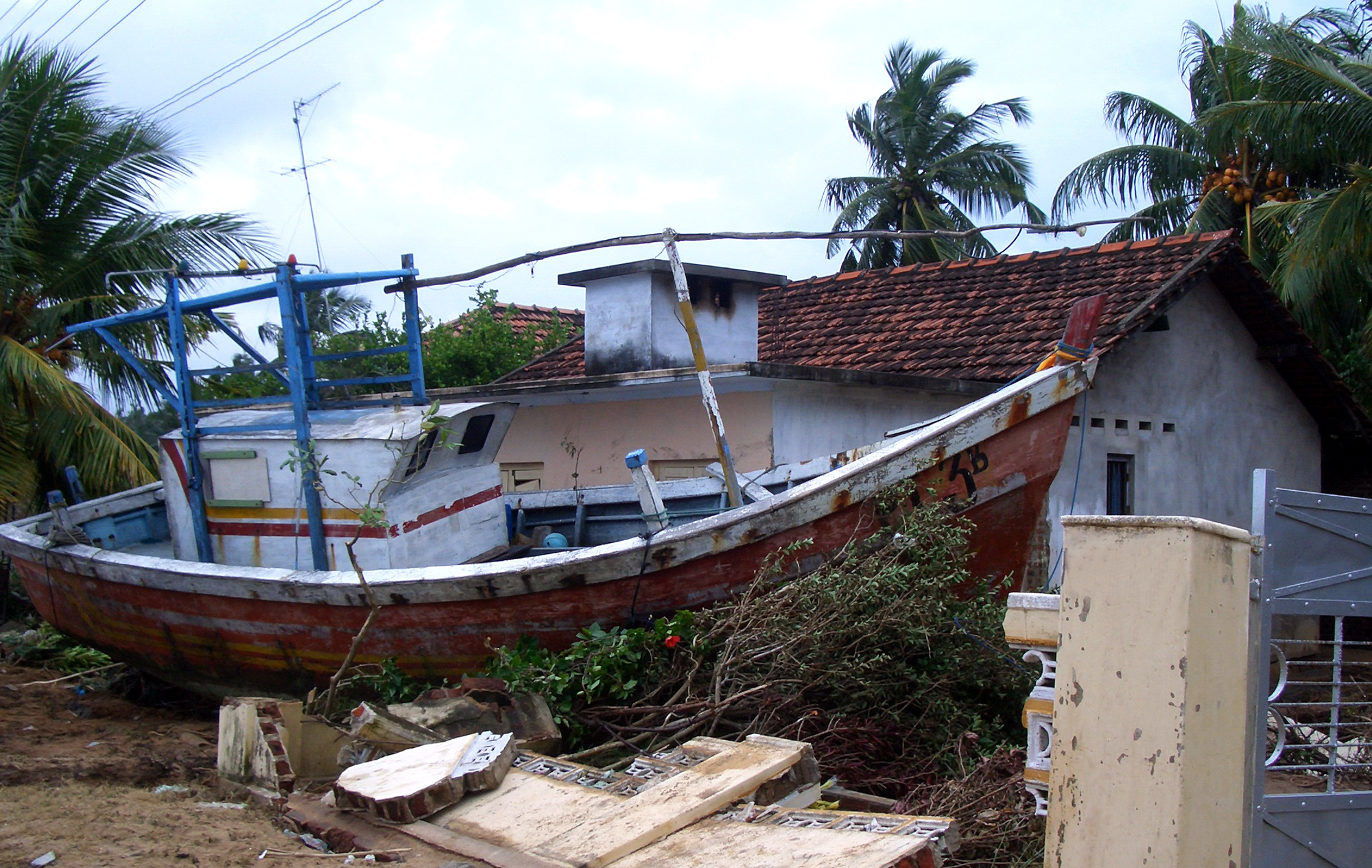
Tsunamin 2004
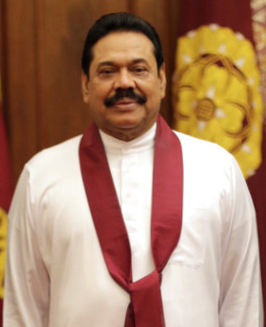
President Mahinda Rajapaksa
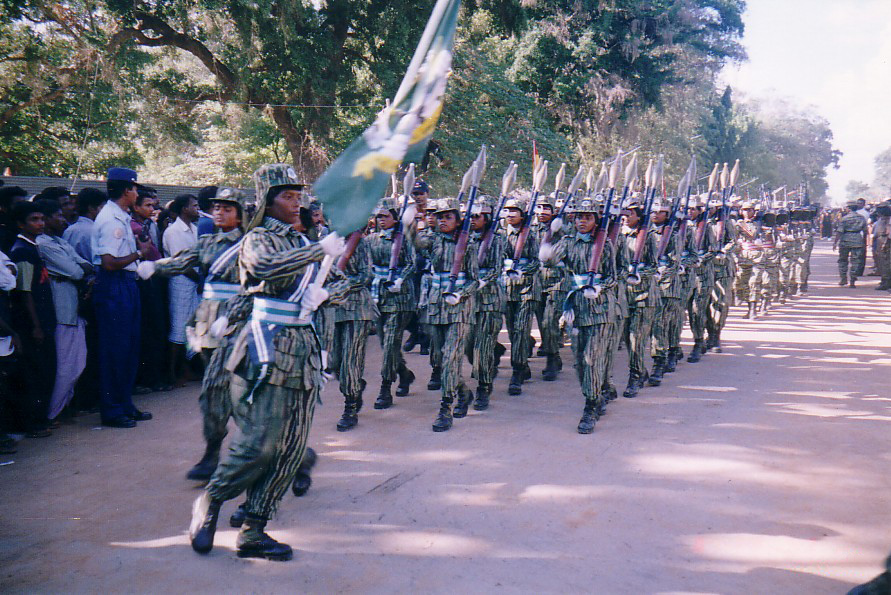
LTTE-soldater 2007
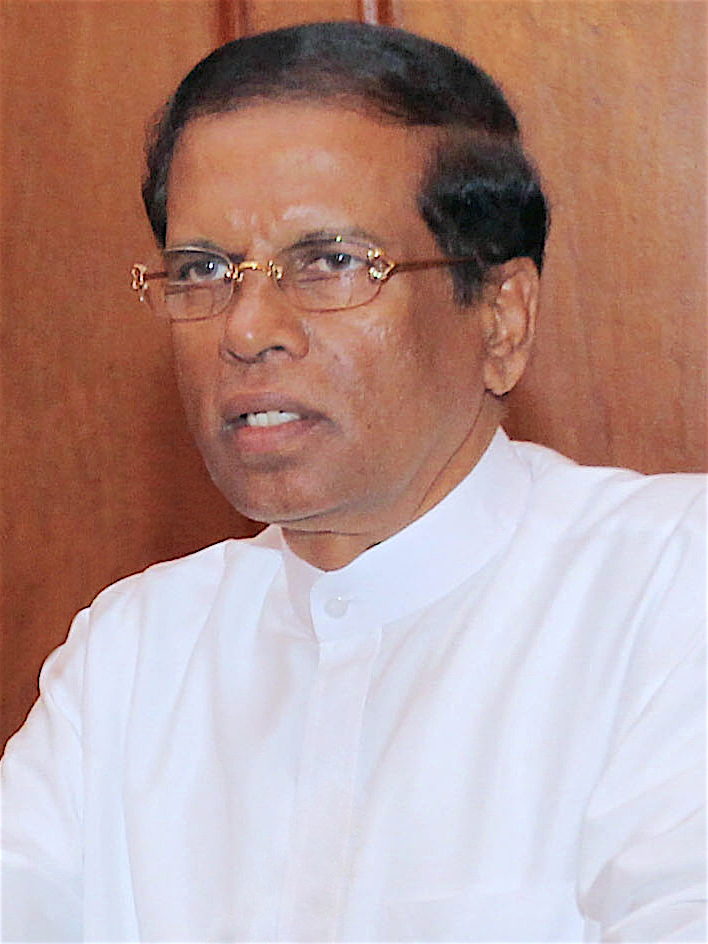
President Maithripala Sirisena